# Renaud de Châtillon
Pour les articles homonymes, voir de Châtillon.
Renaud de Châtillon, né entre 1120 et 1125 en Bourgogne et mort le 5 juillet 1187 à Hattin, est un chevalier croisé d'origine française qui fut prince d'Antioche de 1153 à 1160, puis seigneur d'Outre-Jourdain de 1177 à sa mort.
Personnage controversé, il est connu pour la violence de ses actions et ses raids de pèlerins musulmans. Après un début de carrière modeste, il gravit rapidement les échelons du pouvoir grâce à son union avec Constance d’Antioche. Capturé à la suite d'un raid en 1161, il reste emprisonné pendant 15 ans et perd son titre de prince d'Antioche.
En 1176, ayant proposé à sa libération ses services au roi Baudouin IV de Jérusalem, celui-ci lui octroie la seigneurie d'Hébron. Renaud de Châtillon se marie la même année à Étiennette de Milly, devenant par mariage seigneur d'Outre-Jourdain.
Sa politique de provocation constante, notamment contre les Byzantins et les musulmans malgré des traités de paix, contribue à déclencher la réaction militaire de Saladin. Il est capturé lors de la bataille de Hattin en 1187 et exécuté par Saladin en personne.

## Biographie

### Origines familiales
La jeunesse de Renaud de Châtillon est très mal connue, car il n'attire l'œil des chroniqueurs qu'après son arrivée en Terre sainte. Sa date de naissance est elle-même incertaine : si la plupart des sources situent sa naissance probablement aux alentours de l'année 1120, certains historiens, comme Bernard Hamilton, proposent la date de 1125.
Pendant longtemps, on a cru, depuis André Du Chesne en 1621, que Renaud de Châtillon venait de la famille de Châtillon-sur-Marne et qu'il était le fils d'Henri Ier, seigneur de Châtillon (aujourd'hui Châtillon-sur-Marne), et d'Ermengarde de Montjay.
L’historien Jean Richard a démontré que cette hypothèse était fausse, dans un travail reconnu aujourd’hui comme une référence,,.
Renaud de Châtillon est le fils cadet d'Hervé II de Donzy, seigneur/baron de Gien, de Châtillon (Châtillon-sur-Loing, aujourd'hui Châtillon-Coligny) et de Donzy et a pour frère aîné Geoffroy III de Donzy. Le grand-père de Renaud de Châtillon, Geoffroy II de Donzy, comte de Chalon, était le cousin de Saint Saint Hugues de Cluny, le puissant abbé de l'abbaye de Cluny de 1049 à 1109.
Renaud de Châtillon venait de la famille des de Donzy, une puissante famille bourguignonne, bien implantée dans la Bourgogne du XIIe siècle, apparentée à celle des Semur. Cette famille contrôlait à cette période une large partie de la Puysaye (Gien, Châtillon, Donzy) et avait des terres à Saint-Aignan, dans le Berry et dans le Valois. Au XIIIe siècle, les de Donzy obtiendront du roi de France les comtés de Nevers, Auxerre et Tonnerre, faisant des de Donzy de grands barons du royaume de France.
Contrairement à l'image qu'avait donné de lui plusieurs chroniqueurs, dont notamment Guillaume de Tyr – un des détracteurs de Renaud, qui en faisait dans ses chroniques un noble de basse extraction, la famille de Renaud de Châtillon est en réalité de haut lignage. Elle se prévaut d'une ascendance prestigieuse, les Palladii, une famille de nobles gallo-romains considérée comme de lignée de sang royal et d'excellente noblesse. Ainsi, lorsque la sœur de Renaud de Châtillon, Agnès de Donzy, se maria avec Sulpice d'Amboise, le chroniqueur de la Gesta Ambaziensium dominorum la décrivit comme « une descendante des Palladii, une ligne de sang royal et d'excellente noblesse »,.
Le nom de "Châtillon" pour Renaud provient de Châtillon-sur-Loing, aujourd'hui Châtillon-Coligny, dont le château était au XIIe siècle aux mains des de Donzy, mais la raison exacte de ce nom reste obscure. Jean Richard postule qu'il y était peut-être né ou bien qu'il avait reçu ce château en héritage.
Après son départ pour la Terre sainte, il restera proche des intérêts de sa famille, comme en témoigne une lettre qu'il adressera en 1155 ou 1156 au roi de France Louis VII, pour lui demander de rectifier une confiscation de patrimoine dont sa famille aurait été victime.

### Départ pour la Terre sainte et débuts difficiles
En tant que cadet, Renaud de Châtillon était probablement destiné à une vie près de sa famille, sous la coupe de son aîné, Geoffroy III de Donzy. L'appel à la deuxième croisade a pu lui ouvrir des espoirs de se tailler pour lui-même un nom, une fortune, voire la gloire dans les États latins d'Orient, et ce d'autant plus que sa famille, très influente, lui permettait de se prévaloir d'un haut lignage. Mais surtout, sa famille attendait de lui qu'il prenne la croix, la croisade devenant une très forte tradition dans la Bourgogne du XIIe siècle.
Renaud de Châtillon prend la croix, vraisemblablement en 1146, et part pour la Terre sainte, arrivant à destination en 1147, dans des conditions que les sources contemporaines ne précisent pas.
Si les rois et les grands barons quittent la Terre sainte en janvier 1148, Renaud de Châtillon y reste et s'attache vraisemblablement à la maison du roi de Jérusalem, Baudouin III.
Le chroniqueur Guillaume de Tyr le décrit lors du siège d'Ascalon en 1153 comme faisant partie des chevaliers « soldés » par le roi, c'est-à-dire payés pour leur service. Cela était mal vu à l’époque, et Guillaume de Tyr ne se prive pas de l'utiliser contre Renaud. Toutefois, parmi les neuf autres chevaliers mentionnés comme participant à ce siège par Guillaume de Tyr, seuls Gautier de Saint-Omer et Renaud de Châtillon ne sont pas directement des barons du royaume de Jérusalem. L’ambiguïté des écrits de Guillaume de Tyr peut soit laisser penser que Renaud de Châtillon et Gautier de Saint-Omer servaient le roi dans le but d'être payés, ou bien, au contraire, que ceux-ci étaient suffisamment valeureux pour mériter d'être payés par le roi. Plus tard, tous deux auront le privilège de faire des mariages importants pour les États latins, Renaud en se mariant à Constance d'Antioche et Gautier de Saint-Omer à Echive de Bures, faisant de lui le prince consort de Galilée et de Tibériade. Cela laisse à penser que tant Renaud que Gautier étaient appréciés par le roi et les grands barons des États latins.

#### Situation d'Antioche
Parmi les difficultés que rencontraient à l'époque les États latins d'Orient se trouvait la vacance du pouvoir de la principauté d'Antioche. En effet, en 1149, le prince d'Antioche, Raymond de Poitiers, mourut  à la bataille d'Inab. La principauté d'Antioche passa alors à sa femme, la princesse Constance d'Antioche, jeune femme de 22 ans, qui assure alors la régence de la principauté, soutenue par le patriarche d'Antioche, Aimery de Limoges. Le fait que Constance d’Antioche gouverne seule rend la situation de la principauté fragile. Plusieurs acteurs de la région en profitent pour lui proposer de nouveaux maris, que ce soit par volonté de renforcer une principauté alliée ou par calculs politiques.
La princesse ne se laissa pas faire et refusa pendant plusieurs années de prendre mari, repoussant tous les prétendants. Plusieurs hommes furent proposés par Baudouin III, roi de Jérusalem, mais tous furent éconduits. Le basileus Manuel Ier Comnène, qui considérait la principauté d'Antioche comme une possession byzantine et voyait dans cette situation l'opportunité de rapprocher encore la principauté de l'empire byzantin, se mêla également à l'affaire. Prenant appui sur l'allégeance prêtée par Raymond de Poitiers et renouvelée par Constance, il lui proposa également un mariage avec un de ses beaux-frères, également veuf. Constance le refusa aussi.
En 1150, Baudouin III passa durant l'été plusieurs mois à Antioche pour convaincre Constance de se remarier, sans succès.
Début 1153, Baudouin III lance le Siège d'Ascalon. Renaud de Châtillon, resté à Antioche, rejoint le roi quelques semaines après le début du siège et y participe brièvement. Durant le siège, il fait la demande au roi de la main de Constance d'Antioche. Si certains chroniqueurs, comme Guillaume de Tyr – lequel n'apprécie pas Renaud, indiquent que Constance s'était scandaleusement fiancée avec lui en cachette, d'autres, comme Ernoul, en font une idée de Baudouin III. Quoi qu'il en soit, le roi approuve cette union.

### Prince d'Antioche (1153 - 1160)

La principauté d'Antioche en 1135

Dès la fin du siège d'Ascalon, Renaud retourne alors à Antioche au printemps 1153 pour épouser Constance, devenant par ce mariage prince d'Antioche. Par ce mariage, Renaud s'affranchit de sa condition de chevalier soldé et devient alors le dirigeant d'une cité considérable.
Dotée de murailles imposantes construites par Justinien Ier, Antioche est alors une cité tournée vers le commerce, que sa situation favorise, et est le siège de plusieurs patriarcats (grec, jacobite, arménien et latin). Elle se situe cependant en marge des États latins, ce qui lui confère une certaine vulnérabilité.

#### Assaut sur le patriarche latin d'Antioche
Ce mariage rebat les cartes du pouvoir à Antioche. Aimery de Limoges, fait patriarche d’Antioche par Raymond de Poitiers et qui tient cette charge depuis quinze ans, voit d'un mauvais œil ce mariage, qui diminue  son influence sur la princesse Constance. Il ne fait pas mystère de son mépris pour Renaud de Châtillon, qu'il voit comme un nouveau venu. Renaud réagit en le faisant arrêter et jeter en prison. Pour certains historiens, comme Steven Runciman, le motif pourrait bien être également financier, Aimery de Limoges étant décrit par les chroniqueurs comme étant riche.
Le patriarche, déjà âgé, est torturé. Renaud va plus loin : après avoir enduit ses blessures de miel, il enchaîne le patriarche au sommet d'une tour et le laisse exposé au soleil et aux insectes,. Le patriarche aurait accepté de payer pour mettre fin à ses tourments.
L'émoi est alors très important : Aimery de Limoges est en effet très respecté, ayant défendu Antioche à de nombreuses reprises. Baudouin III envoie immédiatement l'évêque d'Acre et le chancelier de Jérusalem faire libérer l'infortuné, qui rejoint alors Jérusalem où il est accueilli à bras ouverts et où il restera quelques années en exil.

#### Campagne de Cilicie (1154)
Le nouveau prince d'Antioche est toutefois rapidement attiré dans le tourbillon des luttes en Cilicie. En effet, depuis 1143, Thoros II, prince d'Arménie, a entrepris de reconstituer son royaume, défait par les Byzantins de Jean II Comnène près de vingt ans auparavant. S'entendant avec les barons francs voisins, il reconquiert Vagha et Tarse. Rendu furieux de cette situation, le basileus Manuel Ier Comnène envoie en 1152 un contingent dirigé par son cousin Andronic Comnène faire le siège de la ville de Mamistra, mais Thoros II défait les troupes byzantines lors d'une contre-attaque nocturne. Cette défaite byzantine lors de l'échec du siège de Mamistra a pour conséquence de reconstituer l'ancien territoire de l'Arménie.
Manuel Ier ne renonce pas et fait appel en 1154 aux turcs seldjoukides de Mas`ûd Ier, qui attaquent à leur tour Mamistra et tentent même de pousser jusqu'à Antioche : ils sont arrêtés dans le défilé de la Portelle et défaits par les Arméniens, soutenus par les templiers venant de la forteresse de Baghras.
Manuel Ier se tourne alors en ultime recours vers Renaud de Châtillon, sur la base du serment d'allégeance que lui doivent les princes d'Antioche, lui promettant des sommes importantes prélevées sur les trésors byzantins s'il voulait bien s'attaquer aux Arméniens. La raison en est toute trouvée : les Arméniens contestaient la demande des Francs de remettre les châteaux pris aux Byzantins aux Templiers, ce qui concerne notamment la forteresse de Baghras, qui tenait la frontière entre la Cilicie et la Syrie. En 1155, Renaud de Châtillon part donc en campagne contre les Arméniens. Ce qu'il s'y passa n'est pas clair : certains chroniqueurs indiquent que Renaud défit les Arméniens près d'Alexandrette, remettant alors les places fortes aux templiers, tandis que d'autres, dont Michel le Syrien, indiquent que Renaud fut défait et que Thoros II remit les forteresses aux templiers, contre serment de secourir les Arméniens en cas de besoin.
Il est certain qu'au retour de Renaud à Antioche, Manuel Ier refuse de payer, car les Arméniens n'ont pas été anéantis, et n'envoie aucune rétribution au prince d'Antioche. Les Templiers sortent également renforcés des affrontements, occupant la forteresse de Baghras, celle de Trapezac, celle de la Roche-Guillaume et celle de la Roche de Roissel ; ils occupent également certains ports dans le sud du golfe d'Alexandrette.

#### Raid contre Chypre (1155)
Ruminant sur le refus du basileus Manuel Ier Comnène de lui payer les sommes convenues, Renaud de Châtillon décide de lancer un raid contre Chypre, alors un thème byzantin (thème de Chypre). Il conclut un accord avec son adversaire, Thoros II, qui lui aussi a beaucoup à reprocher à Manuel Ier Comnène, pour conduire ce raid. Selon Steven Runciman, Renaud de Châtillon utilise les sommes soutirées à Aimery de Limoges pour financer son attaque. Les projets de Renaud et de Thoros ne passent pas inaperçus : les sources laissent entendre que des seigneurs des États latins, voire même le roi Baudouin III en personne, aient averti les Byzantins de leurs intentions, pour ne pas se les mettre à dos.
Renaud de Châtillon et Thoros débarquent à Chypre au printemps 1155. Malgré les avertissements reçus par les Byzantins, ceux-ci sont trop accaparés par la situation ailleurs dans l'Empire pour opposer une défense importante. De fait, Renaud et Thoros défont sans difficultés la garnison byzantine, puis ravagent systématiquement l’île.
En cette époque où la piraterie contre Byzance est chose ordinaire, la violence de cette razzia indigne cependant tous les chroniqueurs : même les chroniqueurs arméniens, favorables à Thoros II et hostiles aux grecs, comme Grégoire le Prêtre ou le connétable Smbat, s'indignent devant la cruauté de l'attaque. Les champs cultivés sont brûlés, les troupeaux massacrés, les églises, les palais et les couvents pillés et incendiés, les femmes (y compris les moniales) violées, les vieillards et les enfants égorgés, les hommes riches emmenés en otage et les pauvres décapités. Les habitants de l'île doivent acheter à leurs bourreaux les moyens de subsistance avant que ceux-ci ne rembarquent pour Antioche. Avant de quitter l’île avec son butin, Renaud fait rassembler tous les prêtres et les moines grecs et leur fait couper le nez et les oreilles avant de les envoyer à Constantinople.

#### Campagnes contre les voisins d'Antioche
Très vite, les violences de Renaud le rendent odieux à ses voisins alépins, aux Byzantins et à ses propres sujets.
Pendant les trois années qui suivent le raid sur Chypre, Renaud est aux côtés du roi Baudouin III de Jérusalem dans divers combats contre les forces musulmanes, ce qui lui permet en 1158 de reprendre la ville d'Harim à Saladin.
L'empereur Manuel Ier Comnène, forcé d'abandonner ses ambitions en Méditerranée occidentale, y gagne d'avoir les mains libres en Orient. Les princes francs d'Orient désirent son alliance et Baudouin III de Jérusalem épouse la nièce de l'empereur. Ce dernier réunit une importante armée, reconquiert la Cilicie sur les Arméniens et prend ses quartiers d'hiver à cent cinquante kilomètres d'Antioche. Renaud de Châtillon, conscient que les autres princes francs désapprouvent sa conduite à Chypre et que Manuel Ier lui en tient rigueur, prend les devants et demande, prosterné, pieds nus et la corde au cou, le pardon de l'empereur. L'empereur le lui accorde et, en avril 1159, fait à Antioche une entrée pacifique, mais destinée à rappeler la vassalité d'Antioche envers Byzance.

### Captivité à Alep (1160 - 1176)
Le 23 novembre 1160, Renaud est fait prisonnier par les soldats turcs au cours d’une opération de pillage. Nur ad-Din le tient emprisonné à Alep (peut-être dans la citadelle) durant seize ans.
Pendant sa captivité, Constance d'Antioche meurt et Bohémond III d'Antioche, fils du premier mariage de Constance, hérite d'Antioche.
Grâce à un échange de prisonniers, Renaud est libéré en 1176 par As-Salih Ismail al-Malik, le fils de Nour ad-Din Mahmûd. Selon d'autres sources, en tant que beau-père de l'impératrice Marie d'Antioche, il est racheté pour la somme extraordinaire de 120 000 dinars d'or.

### Seigneur d'Hébron et d'Outre-Jourdain (1176 - 1187)
Il propose alors ses services au roi Baudouin IV de Jérusalem. En récompense, le roi de Jérusalem lui donne la seigneurie d'Hébron.
En épousant la jeune veuve de Miles de Plancy, Étiennette de Milly, dame d'Outre-Jourdain, il devient seigneur de Montréal et d'Outre-Jourdain. Il tient notamment les forteresses de Kerak et de Chawbak, base de ses raids contre les caravanes passant dans les environs.
Appuyé sur ces forteresses, il multiplie les raids militaires sur les garnisons ou les caravanes logistiques. Allié des Templiers, il exerce sur la cour de Jérusalem une influence grandissante. Il est partisan d’une politique de conquête face aux musulmans.
Contrairement aux chroniqueurs francs, qui semblent vouloir minimiser son rôle en cette occasion, mais conformément à tous les chroniqueurs musulmans, on pense maintenant que c'est Renaud de Châtillon qui commande l'armée des croisés lors de la célèbre bataille de Montgisard (25 novembre 1177).
En 1181, malgré une trêve conclue entre Baudouin IV de Jérusalem et Saladin, il pille une caravane se rendant à la Mecque. Saladin s’en plaint à Baudouin IV de Jérusalem, qui ne trouve pas la force de sévir contre son vassal (il est alors en pleine crise dans sa maladie, la lèpre). Saladin, fou de rage, aurait déclaré qu'il tuerait Renaud de Châtillon de ses propres mains.

#### Expédition de la Mer Rouge (1182)
En 1182, il mène une expédition en mer Rouge, pille les ports du Hedjaz et menace les villes saintes de l'Islam, La Mecque et Médine avec l'intention de voler le corps de Mahomet et mettre à sac la Kaaba et le tombeau du prophète de l'Islam. En chemin, il coule un bateau de pèlerins musulmans se rendant à Jeddah. Tandis que Renaud, chargé de butin, remonte vers ses terres, ses hommes continuent à sillonner la mer Rouge et pillent le Hedjaz ; Le frère de Saladin, al-Adel, gouverneur en Égypte, lance contre eux une flotte qui écrase les pillards. Certains d’entre eux sont conduits à La Mecque pour y être décapités en public.

#### Siège de Kerak (1183)
En 1183, Saladin multiplie alors les raids sur son territoire. Il assiège la forteresse de Kérak, à l'exception du secteur où se déroulent les noces de la demi-sœur de Baudouin IV et du beau-fils héritier de Renaud. La forteresse n'étant pas encore tombée à l'approche de l'armée de secours du roi de Jérusalem Baudouin IV, Saladin lève prudemment le siège.

#### Positionnement lors de la succession du Royaume de Jérusalem (1185 - 1187)
Baudouin IV de Jérusalem meurt en 1185 de la lèpre qui le ronge depuis son adolescence. Sibylle, sœur de Baudouin IV et mariée à Guy de Lusignan, est prétendante au trône de Jérusalem. La régence du royaume de Jérusalem au nom de Baudouin V, fils de Sybille et de son premier mari Guillaume de Montferrat, est dévolue à Raymond III de Tripoli.
À la mort de Baudouin V en 1186, un coup d'État mené par Josselin III de Courtenay fait couronner Guy de Lusignan et Sybille à Jérusalem.
Raymond III de Tripoli, outré, va jusqu'à négocier avec Saladin. Renaud de Châtillon est en fait, le vrai maître de Jérusalem.

### Défaite de Hattin et mort de Renaud de Châtillon

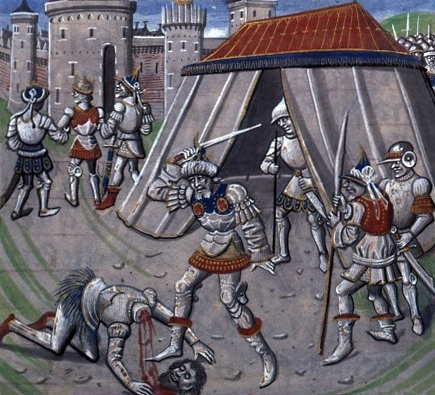
Mort de Renaud de Châtillon
Guillaume de Tyr, Historia (BNF, Mss.Fr.68, folio 399).

En 1187, Renaud de Châtillon viole la trêve avec Saladin en faisant attaquer une caravane allant d'Égypte à Damas. La trêve rompue, Saladin engage la guerre contre le royaume de Jérusalem. La bataille entre les deux armées a lieu le 4 juillet 1187 à Hattin et les Francs sont vaincus. Renaud de Châtillon, ainsi que plusieurs dignitaires, dont Guy de Lusignan, sont faits prisonniers de Saladin. Le lendemain de la bataille, Saladin offre – conformément à la loi islamique – à Renaud de Châtillon d'abjurer sa foi chrétienne et de se convertir à l'islam, en échange de quoi il aurait la vie sauve. Suite au refus de Renaud, Saladin le décapite de sa propre main,. La défaite totale des Croisés à Hattin entraîne rapidement la fin du royaume de Jérusalem.

## Descendance
De son premier mariage (1153) avec Constance d'Antioche (1127 † 1163), il a :
- Jeanne de Châtillon, qui devint la femme de Boniface Ier de Montferrat, roi de Thessalonique[30].
- Agnès d'Antioche († 1184), mariée à Béla III, roi de Hongrie[31].

De son second mariage (1177) avec Étiennette de Milly, dame d'Outre-Jourdain, il a :
- Alix de Châtillon († 1235), mariée à Azzo VI d'Este.

## Postérité

### Dans la culture populaire
- Dans le film égyptien Saladin (1963) du réalisateur Youssef Chahine, dans lequel il est interprété par l'acteur Ahmed Louxor, Renaud est présenté comme l'ennemi juré du héros Saladin. Le film met l'accent sur sa cruauté et ses traîtrises, comme l'avaient fait en leur temps les chroniqueurs musulmans.
- Dans le film américain Kingdom of Heaven (2005) du réalisateur britannique Ridley Scott, Renaud de Châtillon est interprété par l'acteur Brendan Gleeson. Il est un des personnages secondaires du film, qui le dépeint en fanatique religieux et en soudard brutal[32], s'opposant à Baudouin IV et au personnage principal (Balian d'Ibelin, personnage rajeuni de plusieurs décennies pour les besoins du film). Dans cette œuvre, Renaud de Châtillon est réduit au rôle de simple partisan de Guy de Lusignan, jusqu'à sa mort à la bataille de Hattin. De manière erronée, le film lui fait régulièrement arborer la croix pattée de l'ordre du Temple, alors qu'il n'était pas templier.
- Renaud de Châtillon est le personnage principal du tome 2 de la série de bande dessinée L'Histoire secrète - Le Château des djinns, qui relate les événements suivant sa libération en 1176 dans un univers uchronique.
- Dans le jeu vidéo Age of Empires II sorti en 1999, Renaud de Châtillon est un personnage récurrent dans la campagnes de Saladin (en tant qu'ennemi), ainsi que dans celle d'une des DLCs de la Definitive Edition sortie en 2019, où il est, suivant les scénarios, un ennemi ou un allié du protagoniste Thoros ; il est également le narrateur de cette dernière campagne.

### Ouvrages
En français
- Pierre Aubé, Un croisé contre Saladin : Renaud de Châtillon, Paris, Fayard, coll. « Histoire », 2007, 306 p. (ISBN 978-2-213-63243-8).
- Michel Balard, Croisades et Orient latin (XIe – XIVe siècle), Paris, Armand Colin, 2017, 288 p. (ISBN 9782200618070).
- Alain Demurger, Vie et mort de l'Ordre du Temple, Paris, Seuil, coll. « Points », 1989, 433 p. (ISBN 9782020104821), p. 150–154.
- Philippe Josserand, Luís Filipe Oliveira et Damien Carraz, Élites et ordres militaires au Moyen Âge : Rencontre autour d'Alain Demurger, Madrid, Casa de Velázquez, coll. « Collection de la Casa de Velázquez », 2015, 465 p. (ISBN 9788415636885).
- Joël Gourdon, Renaud de Châtillon, le croisé qui aurait fait chuter Jérusalem, Paris, Manuscrit, 2003, 267 p. (ISBN 9782748111552).
- Amin Maalouf, Les Croisades vues par les Arabes, J'ai Lu (réimpr. 1999) (1re éd. 1983) (ISBN 9782290119167).
- René Grousset, L'épopée des croisades, Paris, Perrin, coll. « Tempus », 1939 (réimpr. 2017), 382 p. (ISBN 978-2-262-06976-6).
- Gustave Schlumberger, Renaud de Châtillon, Prince d'Antioche, seigneur d'Outre-Jourdain, Paris, Plon, 1898.

En anglais
- (en) Malcolm Barber et Keith Bate, Letters from the East : Crusaders, Pilgrims and Settlers in the 12th–13th Centuries, London, Routledge, 2016, 206 p. (ISBN 9781315592268).
- (en) Bernard Hamilton, The Leper King and His Heirs : Baldwin IV and the Crusader Kingdom of Jerusalem, Cambridge, Cambridge University Press, 2005, 316 p. (ISBN 9780521017473).
- (en) Peter W. Edbury et John Gordon Rowe, William of Tyre: Historian of the Latin East, Cambridge University Press, 1988, 188 p. (ISBN 978-0521267663, lire en ligne), p. 142.
- (en) Steven Runciman, A History of the Crusades: The Kingdom of Jerusalem and the Frankish East, 1100-1187, 1951.

### Chapitres et articles
En français
- Jean Richard (préf. Georges Duby), « Aux origines d'un grand lignage : Des Palladii à Renaud de Châtillon », dans Media in Francia : Recueil de mélanges offert à Karl Ferdinand Werner à l'occasion de son 65e anniversaire par ses amis et collègues français (Mélanges), Paris, Institut historique allemand, 1989, 551 p. (ISBN 2-903851-57-3, BNF 35012318).

En anglais
- (en) John C. Cotts (dir.), « Oppressor, martyr, and Hollywood villain: Reynald of Châtillon and the representation of crusading violence », dans The Making of Crusading Heroes and Villains, Routledge, coll. « Engaging the Crusades » (no 4), 2020, 146 p. (ISBN 978-0-367-26444-4, DOI 10.4324/9780429293283 , présentation en ligne).
- (en) Paul Crawford (dir.), « An Upstart without Prospects? The Familial Context of Renaud of Châtillon and its Implications », dans The Capetian Century, 1214 to 1314, Brepols, coll. « Cultural Encounters in Late Antiquity and the Middle Ages » (no 22), 2017, 362 p. (ISBN 978-2-503-56718-1, DOI 10.1484/M.CELAMA-EB.5.109362 , présentation en ligne).
- (en) Philip D. Handyside (dir.), « Differing Views of Renaud de Châtillon: William of Tyre and L’Estoire d’Eracles : Essays on William of Tyre, Cyprus and the military orders presented to Peter Edbury », dans Deeds done beyond the sea, Routledge, 2014, 260 p. (ISBN 9781317153672, présentation en ligne).
- (en) Marcus Milwright (dir.), « Reynald of Châtillon and the Red Sea Expedition of 1182–83 », dans Noble Ideals and Bloody Realities : Warfare in the Middle Ages, Brill, coll. « History of Warfare » (no 37), 23 mars 2006, 293 p. (ISBN 978-90-04-15024-9, DOI 10.1163/9789047409120 , présentation en ligne).
- (en) Andrew D. Buck, « Between Byzantium and Jerusalem? The principality of Antioch, Renaud of Châtillon, and the penance of Mamistra in 1158 », Mediterranean Historical Review, vol. 30, no 2,‎ 2015, p. 107–124 (ISSN 0951-8967 et 1743-940X, DOI 10.1080/09518967.2015.1117203, lire en ligne).
- (en) Alex Mallett, « A trip down the Red Sea with Reynald of Châtillon » [« Un voyage en Mer Rouge avec Renaud de Châtillon »], Journal of the Royal Asiatic Society, Cambridge, Cambridge University Press, vol. 18, no 2,‎ 14 mars 2008 (ISSN 1356-1863, e-ISSN 1474-0591, DOI 10.1017/S1356186307008024 , lire en ligne, consulté le 27 octobre 2022).